# پیام‌رسانی سلولی

مسیرهای انتقال سیگنال

پیام‌رسانی سلولی یا نِشانَک‌دهی یاخته‌ای یا پیام‌رسانی یاخته‌ای (انگلیسی: Cell Signalling) بخشی از سامانهٔ پیچیدهٔ ارتباط و داد و ستد پیام در سلولها است که بر کارها و عملکردهای سلول‌ای فرمانروایی و کنش‌های سلول‌ای را هماهنگ و سازماندهی می‌کند. توانایی سلول‌ها در دریافتن و شناخت خرده‌پیرامون خود و همچنین دادن پاسخ درست و واکنش بجا به آن، پایه و بنیاد رشد و نمو، بازسازی بافت، ایمنی، و همچنین هم‌ایستایی بافت‌های سالم است. عناصر گوناگونی توانایی تحریک سلول‌ها را دارند، از جمله: مواد شیمیایی و ضربهٔ مکانیکی. برای نمونه، در بدن پستانداران، هورمون‌ها (مواد شیمیایی) قادر به فعال‌سازی نشانه‌گذاری‌های مرتبط به خود هستند که در نهایت می‌تواند رفتار سلول‌های تحریک شده را تنظیم کند. همچنین سلول‌ها برای پاسخ به پیام‌های محیطی، رشد و تمایز، تولید و ترشح پروتئین‌ها و هورمونها، تنظیم بیان ژنها و … باید بتوانند به پیام‌های خارجی پاسخ بدهند. اشتباه در پردازش داده‌های سلول‌ای به بیماری‌هایی مانند سرطان و دیابت می‌انجامد.
مولکول پیام‌رسان از محیط خارج یا سلولٔ پیام‌دهندهٔ دیگر تولید می‌شود و توسط گیرندهٔ سلولٔ هدف تشخیص داده می‌شوند. گیرندهٔ سلولٔ هدف، پیام برون‌سلول‌ای را دریافت می‌کند و آن را به پیام درون‌سلول‌ای تبدیل می‌کند که بر رفتار سلول اثر می‌گذارد. هر سلول در معرض مولکول‌های پیام‌رسان زیادی قرار می‌گیرد اما به‌طور انتخابی به این پیام‌ها پاسخ می‌دهد. حال این انتخاب، وابسته به‌نوع گیرنده‌هایی که بر سطح سلول وجود دارند است.

## راه‌های ارتباط سلول‌ای
برای برقراری ارتباط بین سلول‌ها، روش‌های متفاوتی وجود دارد. در این‌جا چند مورد آورده شده و برای هر یک مثالی ذکر شده است.

### ترشح پیام به داخل خون توسط سلول‌هایدرون‌ریز
در این روش، به عنوان مثال، انسولین ترشح شده توسط پانکراس باعث جذب گلوکز توسط سلول‌های بدن می‌گردد.

#### پیام‌رسانیپاراکرینی
مولکول پیام‌رسان تولید شده توسط سلول‌ها به‌طور موضعی در مایع برون‌سلول‌ای منتشر شده و به عنوان میانجی موضعی عمل می‌کند. به عنوان مثال، در محل زخم سلول‌ها با ترشح مولکول‌های پیام‌رسان تکثیر سلول‌ای را تنظیم می‌کنند. مانند فاکتور رشدِ اپیدرمی، فاکتور رشد مشتق از پلاکت و غیره.

#### پیام‌رسانینورونی
پیام به صورت سریع و اختصاصی میان سلول‌ها منتقل می‌شود. در پایانهٔ آکسونی پیام الکتریکی به شیمیایی تبدیل می‌شود.

#### مولکول‌های پیام‌رسان در غشای سلول‌ای
این مولکول‌ها که در غشای سلول‌ها قرار گرفته‌اند، با اتصال به گیرندهٔ سلولٔ هدف پیام را منتقل می‌کنند.

## چگونگی پیام‌رسانی
زمانی که یک مولکول پیام‌رسان به گیرندهٔ سلولٔ هدف متصل می‌شود، انتقال‌دهنده‌های درون‌سلول‌ای و همچنین هدف‌های آن در سلول‌های مختلف متفاوت است؛ بنابراین، هر پیام‌رسان اثرات مختلفی را در سلول‌های مختلف ایجاد می‌کند. از طرف دیگر، هر سلول تعداد زیادی گیرنده دارد و بنابراین همزمان نسبت به چند پیام‌رسان برون‌سلول‌ای پاسخ می‌دهد؛ بنابراین، ترکیب پیام‌رسان‌های مختلف، پاسخ‌های مختلفی را ایجاد می‌کند. چرا که ترکیبات درون‌سلول‌ای منتقل‌کنندهٔ پیام‌های مختلف با هم برهم کنش دارند؛ بنابراین وجود یک پیام‌رسان، می‌تواند پاسخ‌های دیگر پیام‌رسان‌ها را تحت تأثیر قرار دهد.
همین‌طور سرعت پاسخ سلول به پیام‌های مختلف متفاوت است. اگر پیام بر فعالیت پروتئین‌ها و مولکول‌هایی اثر بگذارد که از قبل داخل سلول هدف هستند، پاسخ سریع القا می‌شود. به عنوان مثال، تغییر در حرکت سلول‌ای، ترشح سلول‌ای یا انقباض ماهیچهٔ اسکلتی. حال اگر پاسخ نیاز به تغییراتی در بیان ژن و تولید پروتئین جدید داشته باشد پاسخ به زمان بیشتری نیاز دارد. مانند افزایش رشد و تقسیم سلول‌ای.

## انواع مولکول‌های پیام‌رسان

### آب‌دوست
این مولکول‌ها به گیرنده‌های سطح سلول متصل می‌شوند و سپس پیام به داخل سلول منتقل می‌شود.

### کوچک و آب‌گریز
این نوع مولکول‌ها، دو نوع دارند که روش‌های مختلفی برای عبور از سطح سلول دارند. دستهٔ اول، به گیرنده‌های درون سلول متصل می‌شود. مانند هورمون‌های استروئیدی شامل کورتیزول، استرادیول و تستوسترون. هورمون‌های تیروئیدی شامل تیروکسین. به‌گیرنده‌های هسته‌ای متصل می‌شوند که با اتصال هورمون فعال شده و با اتصال به جایگاه‌های تنظیمی در DNA به عنوان تنظیم‌کننده (فعال‌کننده یا مهار کننده) برای رونویسی عمل می‌کنند.
دستهٔ دوم، پروتئین‌ها و آنزیم‌های درون‌سلول‌ای روی گیرنده تأثیر می‌گذارند. به عنوان مثال، بعضی گازهای محلول مانند اکسید نیتریک. این گاز به عنوان میانجی عصبی عمل می‌کند و از سلولی که آن را تولید می‌کند منتشر شده و وارد سلولٔ همسایه می‌شود.